# Burgruine Rabenstein (Virgen)

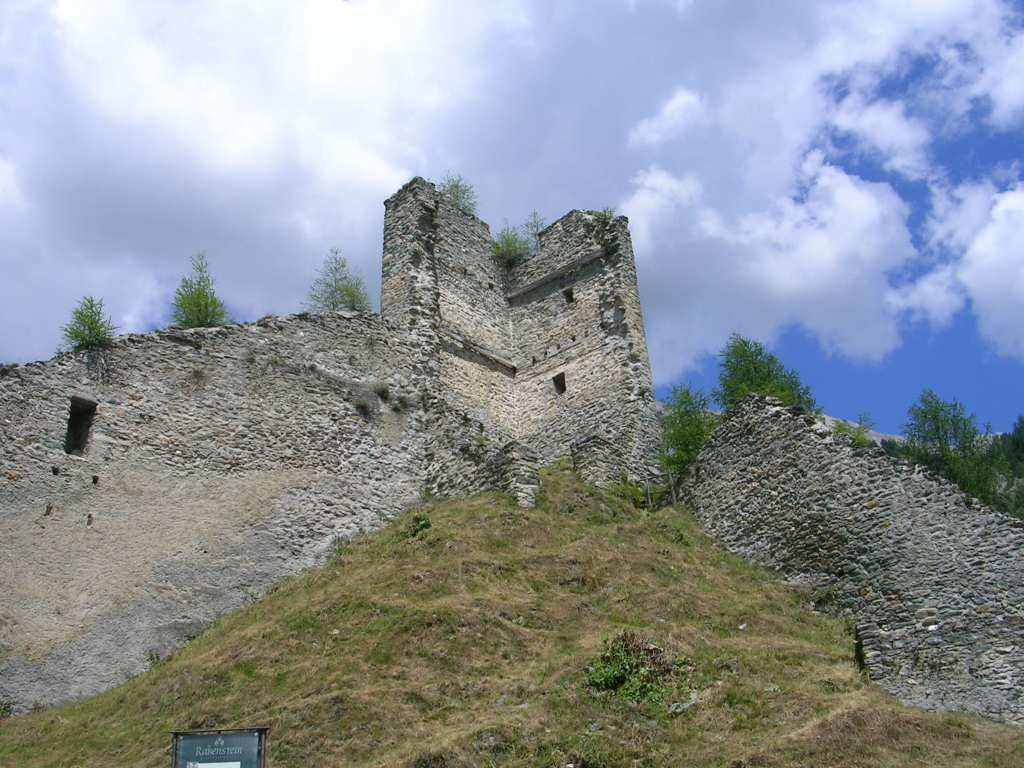
Bergfried der Burgruine Rabenstein

Die Burgruine Rabenstein, ehemals Burg Virgen genannt, ist die Ruine einer Höhenburg in der Gemeinde Virgen, Osttirol. Die Burg aus dem 12. Jahrhundert diente bis zum Beginn des 18. Jahrhunderts als Sitz des Pflegers von Virgen und verfiel danach. Nachdem 1963 größere Teile der Anlage eingestürzt waren, wurde durch umfangreiche Sicherungsmaßnahmen der heutige Erhaltungszustand konserviert. Sie gilt mit einer Gesamtfläche von 4.800 m² als drittgrößte mittelalterliche Burganlage Tirols.

## Lage
Die Burgruine liegt auf einem bewaldeten Hügel nördlich der Fraktion Mellitz. Die Fraktion ist über eine Straße des südlich gelegenen Hauptortes Virgen-Dorf erreichbar, zur Burg selbst führt hingegen nur ein Wanderweg. Mit ihrer Lage in 1410 Meter Höhe war Rabenstein eine der höchstgelegenen Burgen Tirols.

## Geschichte
Funde zweier Münzen und Schmuck aus dem römischen Kaiserreich deuten auf eine frühe Nutzung des Hügels von Rabenstein hin. Die mittelalterliche Burg ist jedoch eine Gründung des 12. Jahrhunderts. Erstmals urkundlich belegt ist sie 1182 oder 1183 in Zusammenhang mit dem Salzburger Ministerialen Rudolf von Virgen. Ursprünglich der Grafschaft Görz gehörig, gelangte die Burg in den Allodialbesitz des Grafen Albert von Tirol. Der Konflikt zwischen Graf Albert und dem Salzburger Erzbischof führte 1252 zur Gefangennahme Alberts. Für die Freilassung musste Albert die Burg Virgen und das Schloss Oberdrauburg an das Salzburger Erzbistum abtreten. Der Verlust der Burg Virgen wurde 1252 mit dem Friedensvertrag von Lieserhofen (1252) bestätigt. Salzburg verlieh den Erben Alberts jedoch die Burg als Lehen. Die lehnsrechtliche Abhängigkeit blieb bis ins 18. Jahrhundert bestehen, hatte jedoch keine praktischen Auswirkungen. Für die Burgkapelle, die dem heiligen Leonhard geweiht war, stiftete Graf Albert IV. von Görz 1333 eine Kaplanei. Das Benefizium wurde jedoch 1665 auf die Liebburg in Lienz übertragen. Erst unter Kaiser Joseph II. wurde das Benefizium wieder in den Besitz der Pfarre Virgen inkorporiert. Bis ins 15. Jahrhundert wurde die Burganlage als Burg bzw. Schloss Virgen bezeichnet, erst danach bürgerte sich der Name Burg Rabenstein ein, wobei ein klarer Hinweis auf die Namensherkunft fehlt. Als 1500 große Teile des heutigen Osttirols an den römisch-deutschen König und späteren Kaiser Maximilian I. fielen, verlieh Maximilian I. die Stadt Lienz mit den zugehörigen Landgerichten (darunter Virgen) an Michael von Wolkenstein-Rodenegg. Nach dem Konkurs des Hauses Wolkenstein 1653 fiel die Herrschaft Lienz mit Virgen an das Haller Damenstift, das bis 1783 das Gericht Virgen innehatte. Die Burg diente dabei bis 1703 als Sitz des Urbaramtes und des Gerichtes Virgen. 1703 übersiedelte der Pfleger aus der möglicherweise bereits baufälligen Burg in ein eigenes Pflegerhaus im Dorf Virgen, wodurch die Anlage in der Folge dem allmählichen Verfall preisgegeben war. Durch einen Brand verfiel die Burg vollends, 1963 stürzten die östlichen und südlichen Teile des Bergfrieds ein. Erst danach wurden umfangreiche Sicherungsmaßnahmen eingeleitet, um die Ruine in ihrem heutigen Aussehen zu erhalten.

## Burganlage

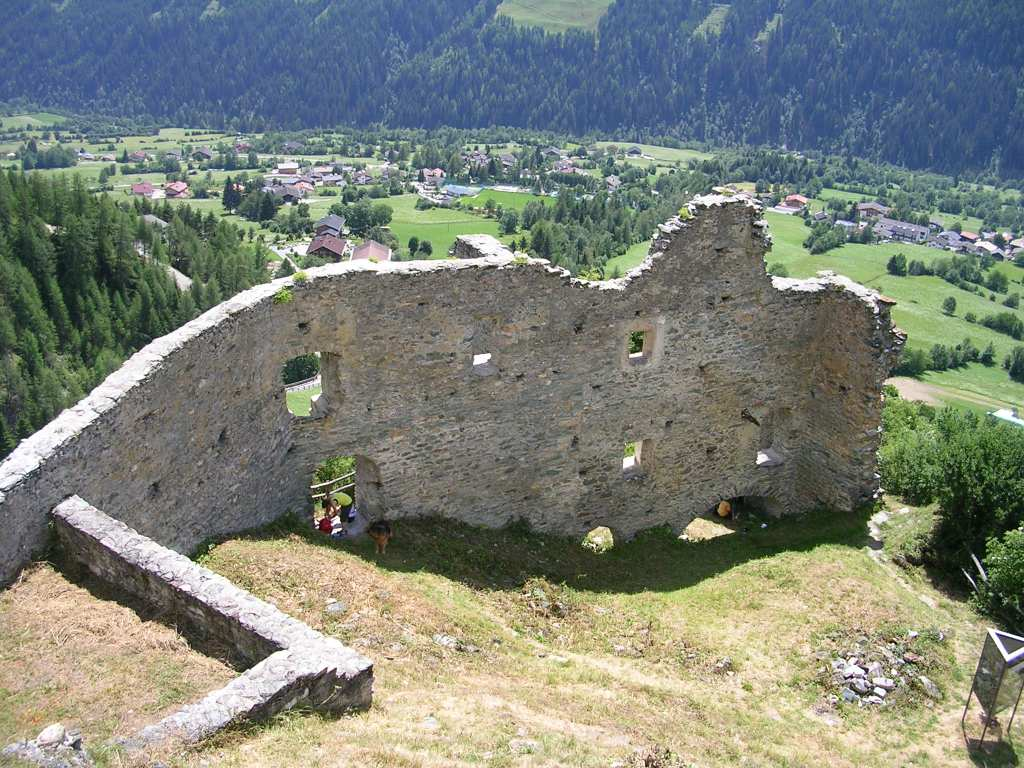
Blick über die Reste des Wirtschaftstrakts auf Virgen

Die Ursprünge der Burg Rabenstein gehen auf eine kleinere Anlage aus dem 12. Jahrhundert zurück, die um 1272 um eine Kapelle und einen Wirtschaftstrakt erweitert wurde. Um 1300 erfolgten der Neubau der Ringmauern und die Errichtung des Bergfrieds an der höchsten Stelle des Turms. Hinzu kam das sogenannte Pfaffenstöckl. In der ersten Hälfte des 14. Jahrhunderts wurde die Burganlage im Süden zusätzlich durch eine turmbewehrte Vorburg und den vierzig Meter südlich gelegenen Ministerialienturm gesichert.

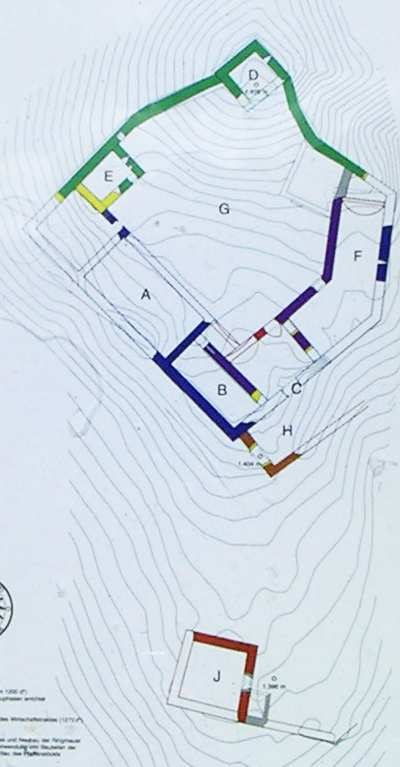
Lageplan: A – Palas, B – Kapelle, C – Burgtor, D – Bergfried, E – Pfaffenstöckl, F –
Wirtschaftstrakt, G – Burghof, H – Vorburg, J – Ministerialenturm

Der Palas gehört zum ältesten Teil der Burg und war ursprünglich ein mehrstöckiger Bau, von dem heute nur noch die Grundmauern erhalten sind. Hier lagen die teilweise beheizten Wohn- und Schlafräume. Nördlich des Palas schloss sich die Kapelle an, von deren Existenz lediglich die mit Freskenresten erhaltene Nordwand zeugt. Das Pfaffenstöckl war ein dreistöckiger Anbau an die Ringmauer im nordwestlichen Teil der Burganlage. Das etwa 7,50 mal 4,80 Meter große Gebäude schmückten im Inneren des ersten Obergeschoßes auf allen vier Seiten vollflächige Fresken, von denen sich Teile bis heute erhalten haben. Um die Bildwerke vor weiterer Zerstörung zu retten, wurden die Reste des Pfaffenstöckl mit einem Dach geschützt.
Von den Ringmauern sind heute nur noch die nördlichen Teile erhalten. Ursprünglich entstanden sie in mehreren Bauphasen und waren vermutlich von Zinnen gekrönt. Das Burgtor befand sich in der südöstlichen Ringmauer, ist jedoch heute nicht mehr sichtbar. Das Burgtor konnte nur durch die Vorburg betreten werden, die das Burgtor zusätzlich absicherte. Südlich der Vorburg lag der dreistöckige Ministerialenturm, der dem Ministerialen (Verwalter) als Unterkunft diente. Der geschützte Eingang des Turms befand sich im Obergeschoß der Nordwand.